# Ricardo Sanz García
Ricardo Sanz García (Canals, 1898 - Valencia, 1986) fue un militante anarquista y escritor español. 

## Biografía

### Inicios
Hijo de agricultores, con 12 años comenzó a trabajar en una harinera. En 1914 se trasladó a vivir a Barcelona, donde se afilió en 1917 al sindicato CNT. Buen orador, participó en numerosos mítines y campañas propagandísticas del sindicato. Formó parte del comité de huelga en la Huelga de La Canadiense de 1919. En octubre de 1922 participó en la fundación del grupo anarquista «Los Solidarios», con Buenaventura Durruti y Juan García Oliver, entre otros.
El golpe de Estado de Miguel Primo de Rivera le sorprendió en Zaragoza en una reunión del comité local, donde propuso realizar un atentado contra el tren que debía trasladar al dictador de Barcelona a Madrid, pero su plan no fue aceptado. En 1925 entró por primera vez en prisión, y en 1930 fue nombrado presidente del Sindicato de la Construcción. Participó en la conferencia de la CRTC del 31 de mayo de 1931 en Barcelona, en el III Congreso de la CNT del 11 de junio en Madrid y en el Pleno de Sindicatos de la CRTC de agosto en Barcelona. En 1932 fue elegido vicesecretario nacional de la CNT, y hasta 1936 mantuvo una intensa actividad propagandística por toda España.

### Guerra civil española y exilio
El 19 de julio de 1936, al estallar la guerra civil española, tomó las armas para luchar contra la sublevación del ejército, fue nombrado inspector general de los frentes de Cataluña y Aragón, y poco después la muerte de Durruti asumió el mando de la Columna Durruti, y posteriormente, de la 26.ª División. En septiembre de 1938 ascendió al rango de teniente coronel. Con la caída de Cataluña en manos del bando sublevado, se exilió a Francia, donde fue internado en el campo de internamiento de Vernet d'Ariège, y más tarde, junto con Antonio Ortiz en el de Djelfa, en Argelia. Liberado tras la ocupación del norte de África por las tropas aliadas, permaneció exiliado en Francia hasta su regreso a España en 1979.

## Obras
- Ruta de Titanes (1933).
- Francisco Ascaso y Buenaventura Durruti (1946).
- El Sindicalismo y la Política. Los Solidarios y Nosotros (1966)
- Porqué perdimos la guerra (1968).
- Los que fuimos a Madrid. Columna Durruti, 26a. División (1969)
- El Sindicalismo Español antes de la guerra civil (1976)
- La Política y el Sindicalismo (1978)
- Figuras de la Revolución Española (1979)